# Nelson Tift

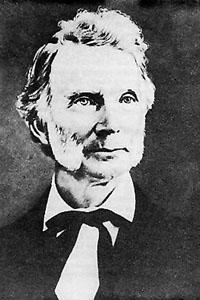
Nelson Tift

Nelson Tift (* 23. Juli 1810 in Groton, Connecticut; † 21. November 1891 in Albany, Georgia) war ein US-amerikanischer Politiker. Zwischen 1868 und 1869 vertrat er den Bundesstaat Georgia im US-Repräsentantenhaus.

## Werdegang
Im Jahr 1826 zog Nelson Tift mit seinem Vater nach Key West in Florida. Vier Jahre später zog die Familie nach Charleston in South Carolina weiter. Dort begann Tift im Handel zu arbeiten. 1835 kam er nach Georgia, wo er ebenfalls im Handel tätig wurde. Im Jahr 1835 gründete er die Miliz der Stadt Augusta (Augusta Guards). Tift wurde 1836 auch der Gründer des Ortes Albany. Dort wurde er auch Friedensrichter. Politisch schloss sich Tift der Demokratischen Partei an. Im Jahr 1839 war er Delegierter auf einer Versammlung zur Überarbeitung der Staatsverfassung von Georgia. In den Jahren 1840, 1841 und 1849 war er Mitglied des Kreisgerichts im Baker County. Zwischen 1841 und 1852 saß Tift mehrfach als Abgeordneter im Repräsentantenhaus von Georgia. Von 1845 bis 1858 gab er die von ihm gegründete Zeitung „Albany Patriot“ heraus.
Während des Bürgerkrieges diente Tift in der Marine der Konföderierten Staaten. Dabei war er für den Nachschub zuständig. Nach der Wiederzulassung des Bundesstaates Georgia zur Union wurde Tift im zweiten Wahlbezirk von Georgia in das US-Repräsentantenhaus in Washington, D.C. gewählt, wo er am 25. Juli 1868 sein neues Mandat antrat. Bis zum 3. März 1869 beendete er dort die laufende Legislaturperiode des Kongresses. Bei den Wahlen des Jahres 1868 wurde er bestätigt. Der Kongress lehnte seine Akkreditierung aber ab. An seiner Stelle wurde der Republikaner Richard H. Whiteley bei der fälligen Nachwahl gewählt. Nelson Tift legte dagegen erfolglos Widerspruch ein.
Nach seinem Ausscheiden aus dem US-Repräsentantenhaus arbeitete Tift in verschiedenen Wirtschaftsbereichen. Er war unter anderem Plantagenbesitzer und im Holzgeschäft. Außerdem betrieb er Getreidemühlen. Tift orientierte sich auch auf dem Bausektor und im Eisenbahngeschäft. Im Jahr 1877 war er Delegierter auf einer weiteren Versammlung zur Überarbeitung der Staatsverfassung von Georgia. Er starb am 21. November 1891 in der von ihm gegründeten Stadt Albany.
Nach ihm ist Tift County in Georgia benannt.